# トーマス・ハート・ベントン (画家)

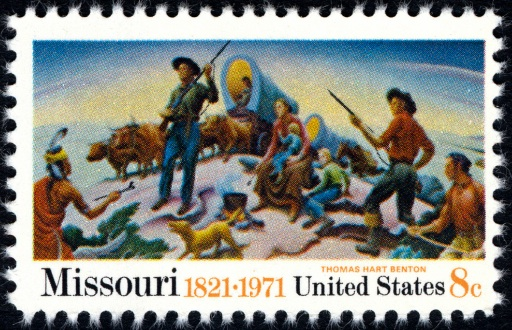
ベントンの作品をもとにした切手

トーマス・ハート・ベントン（Thomas Hart Benton　または Tom Benton、1889年4月15日 - 1975年1月19日）はアメリカ合衆国の画家である。多くの壁画の制作などで知られる。

## 略歴
ミズーリ州のネオショー(Neosho)に生まれた。父親のMaecenas Eason Bentonは法律家で4度アメリカ合衆国下院議員に選ばれた。美術に興味があり、10代の頃にはジョプリンの新聞、「Joplin American」に漫画を寄稿した。1907年にシカゴの美術学校(School of the Art Institute of Chicago)に入学し、1909年からパリに渡り、パリの私立美術学校アカデミー・ジュリアンで学んだ 。パリではメキシコ出身の壁画画家のディエゴ・リベラやアメリカ出身で「シンクロミズム」を推進することになるスタントン・マクドナルド＝ライトと知り合い影響を受けた。1915年に帰国し、ニューヨークで画家として働き、マンハッタンで、イラストレーターとしても知られるラルフ・バートンと共同でスタジオを開いた。
第一次世界大戦中はアメリカ海軍に入隊し、ノーフォークの基地で造船に関わる書類などの説明図を描くことを命じられ、この仕事が自らの絵のスタイルに影響を与えたとしている。
戦争が終わった後、ニューヨークのアート・スチューデンツ・リーグ・オブ・ニューヨークで教え始め、教えた学生にはジャクソン・ポロックらがいる。モダニズムの絵画と対抗する立場をとり、ベントンは「リジョナリズム(Regionalism)」を推進する画家となった。1922年にイタリア移民の娘と結婚した。1932年にその翌年シカゴで開かれる博覧会に展示される壁画のコンペティションで選ばれた。壁画に、有名な人物とともに白人至上主義団体、クー・クラックス・クランもベントンが描いたことから、論議を呼び、ベントンは有名になった。1934年12月には、雑誌「タイム」の表紙を飾った。グラント・ウッド、ジョン・スチュアート・カリーとともにアメリカ美術の旗手として取り上げられた。その後も多くの壁画を制作した。
カンザスシティに移り、1935年からミズーリ州議会の壁画を描き、1935年から1941年までカンザスシティの美術学校(Kansas City Art Institute)で教えた。カンザスシティで亡くなった。